# Кофевино
«Кофевино» — песня, записанная российской исполнительницей Земфирой. Написанная самой исполнительницей, композиция была выпущена 22 февраля 2013 года, как третий сингл артистки из её шестого студийного альбома «Жить в твоей голове».

## Предыстория и релиз
Летом 2010 года Земфира вышла из «творческого отпуска», продлившегося три года. Далее Земфира объявила, что собирается выпустить новый альбом весной 2011 года, однако позже, в январе, певица, поздравив поклонников с Новым годом, объявила, что релиз альбома откладывается на осень 2011 года. В 2012 году исполнительница снова возобновила концертную деятельность. Она выступила на фестивале «Максидром», премии Муз-ТВ и Пикнике «Афиши». В период 2011—2012 гг. она выпустила два новых сингла — «Без шансов» и «Деньги», — которые представила в ходе выступлений на фестивалях.
31 января 2013 года журнал «Афиша» объявил, что релиз нового диска состоится 15 февраля 2013 года. 14 февраля альбом, получивший название «Жить в твоей голове», появился на сервисе Яндекс.Музыка. В пластинку вошло десять композиций, в числе которых и «Кофевино». 15 февраля весь альбом «Жить в твоей голове» прозвучал в эфире «Нашего радио», а «Кофевино» была поставлена в плей-лист радиостанции. 22 февраля песня была выпущена как третий сингл из альбома и размещена для радиоротации на портале Tophit.

## Музыка и текст
По мнению Александра Горбачёва из «Афиши», на песню «Кофевино» оказало влияние сотрудничество Земфиры с музыкантом Mujuice. В песне проявляется больше акустики, с активным участием электропианино, а гитарный проигрыш, по мнению обозревателя «Звуков. Ру», отсылает к произведениям группы U2. Наталья Зайцева писала о резком переходе в композиции от одной музыкальной фактуры к другой «с четким швом между темным вельветом куплета и летящим ярким шелком припева», а в Afisha.uz это описывали, как соединение романтики и грусти, которые выгодно разбавили общую картину пластинки. Отмечалось также наличие в «Кофевино» аллюзий на музыку групп «Кино» и «Технология».

## Реакция критики
В целом песня получила положительные отзывы от критиков, музыкальных журналистов и программных директоров радиостанций России, достигнув в феврале 2013 года восьмого места в «Экспертном чарте» портала «Красная звезда». Редактор музыкального раздела «Русского репортёра» Наталья Зайцева дала песне положительную оценку. Критик писала, что в композиции проявляется хорошая работа Земфиры с текстом и фонетикой: «Резкий переход от одной музыкальной фактуры к другой — с четким швом между темным вельветом куплета и летящим ярким шелком припева. Вообще, на этом альбоме много экспериментов со сменой текстур, соседством контрастных музыкальных тканей». Игорь Кузьмичев из FashionTime.ru относил «Кофевино» к потенциальным хитам на альбоме. Евгений Белжеларский из журнала «Итоги» писал, что песня «обречена» стать хитом и «вполне может подкупить музыкальными аллюзиями поклонников» групп «Кино» и «Технология».

## Коммерческий успех
По информации Tophit, после двух дней радиоротации «Кофевино» дебютировало в общем чарте стран СНГ на 189-й позиции. В следующую неделю композиция заняла 49-е место в чарте по заявкам радиослушателей. Песня также попала в «Народный чарт» портала «Красная звезда», основанном на стриминге песен через сервисы Яндекс. Музыка и MUZ.RU и голосовании пользователей в интернете. Композиция дебютировала сразу на 4-м месте рейтинга.

## Участники записи
В работе над песней принимали участие:

| - Земфира — вокал, автор, продюсирование, программирование, микширование, rhodes - Андрей Самсонов — сопродюсирование, звукорежиссёр, программирование, микширование, мастеринг - Алексей Беляев — бас - Дэн Маринкин — барабаны, перкуссия - Сергей Ткаченко — акустическая гитара | - Дмитрий Демур Емельянов — fx, программирование, микширование - Павло Шевчук — звукорежиссёр - Алексей Белый — инженер записи - Александр Бахирев — инженер записи - Борис Истомин — мастеринг |  |

## Чарты
| Страна/территория (Чарт)        | Высшая позиция |
| ------------------------------- | -------------- |
| Красная звезда. Народный чарт   | 4              |
| Красная звезда. Экспертный чарт | 8              |
| Красная звезда. Чарт продаж     | 12             |
| Красная звезда. Сводный чарт    | 25             |
| Tophit Общий Топ-100            | 168            |
| Tophit Топ-100 по заявкам       | 32             |
| Tophit Киевский Топ-100         | 99             |

## Награды и номинации
| Год  | Награда        | Номинированная работа | Категория | Результат |
| ---- | -------------- | --------------------- | --------- | --------- |
| 2014 | Чартова дюжина | «Кофевино»            | Песня     | Номинация |